# Horstmar
Horstmar è una città di 6 849 abitanti della Renania Settentrionale-Vestfalia, in Germania.
Appartiene al distretto governativo (Regierungsbezirk) di Münster ed al circondario (Kreis) di Steinfurt (targa ST).